# خلیفه مازندرانی
خلیفه مازندرانی، معروف به شیخ خلیفه، بنیان‌گذار لشگر و جنبش سربداران خراسان بود. وی یکی از بزرگان شهر باشتین بود.

## زندگی و هجرت
خلیفه مازندرانی از اهالی مازندران که چندی را در نزد شیخ بالو زاهد آملی هم دِهی خود که از قطب‌های مازندران به‌شمار می‌رفت، شاگردی کرد. اما چون آنچه را که به دنبالش بود به پیش ایشان نیافت، تصمیم گرفت تا به محضر شیخ‌ها و عرفای دیگر بشتابد.
در این روزها شیخ رکن الدین علاء الدوله سمنانی جزو شیخ‌های بزرگ زمان خود بود. زیرا شیخ به پیشش رفت تا گمشدهٔ خود را در کنار او بیابد. لیکن آنچه را که می‌جست پیش او نیز نیافت. چنان که روزی شیخ علاءالدوله از وی پرسید: «به کدام مذهب از مذاهب اربعه معتقدی؟» و شیخ خلیفه جواب داد «ای شیخ آنچه من می‌طلبم از این مذهب‌ها بالاتر است.» و همین جواب کافی بود تا از پیش شیخ علاء الدوله سمنانی نیز خارج شود و به دامن شیخی دیگر از شیخ‌های زمان یعنی خواجه غیاث الدین هبه الله حموی در بحرآباد جوین بشتابد. لیکن در بحرآباد نیز به خواستهٔ خود نرسید و زیرا رخت سفر بربست و در سبزوار اقامت گزید.
سبزوار در این روزها پناهگاه شیعیان اثنی عشری بود. سکنی گزیدن شیخ خلیفه در مسجد جامع سبزوار و تعالیم او در مسجد باعث گردآوری افراد زیادی در اطراف او گشت که به تبع، پیرو او شدند. بدین ترتیب آوازهٔ شهرتش در اطراف و پیرامون شهر پیچیده و صاحبان قدرت را به ترس انداخت.

## تبلیغ و کشته شدن
بالاخره علمای درباری که دست در دست حکام داشتند فتوایی صادر کردند با این مضمون که شخصی در مسجد ساکن است و حدیث دنیا می‌گوید و چون منعش می‌کنند، منزجر نمی‌شود و اصرار می‌نماید. این چنین کس واجب القتل باشد یا نه؟» و اکثر فقیهان رسمی زمان فتوی دادند که، باشد. سرانجام تبلیغ عقاید شیعی شیخ خلیفه باعث گردید تا وی به فتوای فقیهان سنی مذهب مرتد شمرده شود.
بامدادی به مسجدی که شیخ خلیفه بود درآمدند. ریسمانی بر ستون بسته دیدند و شیخ خلیفه از آن به حلق آویخته و خشتی چند در پای ستون بر یکدیگر نهاده، چنان که پای بر آن خشت‌ها نهند و گردن بدان ریسمان رسد. لیکن کیفیت معلوم بود. کار، کار معاندان و دشمنان سیاسی و عقیدتی شیخ خلیفه بود که بالاخره پس از کوشش‌های زیاد به هدف خود رسیدند.
این‌ها تنها چیزهایی است که از زندگی شیخ خلیفه به صورت پراکنده در منابع مختلف نقل شده‌است. شیخ خلیفه که در مسجد سبزوار «حدیث دنیا» می‌گفته، هدف و مقصود او هدایت و ارشاد مردم به راه دین و دنیا بوده‌است. شیخ که خود یکی از علمای تشیع اثنی عشری بود، در سبزوار اقامت گزید بود تا مردم شیعی مذهب آنجا را علیه ظلم و ستم حکام و اهل ظلمه بشوراند و آن‌ها را برای برپایی عدل و عدالت تشویق و ترغیب نماید. موضع مخالفان وی نیز بر پایهٔ دو بعد عقیدتی و سیاسی اجتماعی قرار گرفته بود.
تعالیم عقیدتی شیخ خلیفه با اعتقاد رسمی حکام، یعنی تسنن، نمی‌خواند و از سوی دیگر تعالیم وی موقعیت اجتماعی سیاسی آن‌ها را کمرنگ می کرد. همچنین از نظر اقتصادی، آن‌ها را در مضیقه قرار می‌داد، چون منبع اصلی مالی و اقتصادی حُکام از طبقهٔ پایین و رعایا تأمین می‌شد که همه دل در گرو تعالیم شیخ خلیفه نهاده بودند. پس لُبّ و مغز تعالیم شیخ خلیفه از اصول، که وی به تبلیغ آن در بین طبقات نادار و ناچار جامعه می‌پرداخت، جدا نبوده‌ است. شیخ خلیفه از مخالفان سرسخت خراج دادن به مغولان بود.
سرانجام دشمنان وی با استفاده از آشفتگی اوضاع، تصمیم گرفتند او را پنهانی به قتل رسانند. در اجرای این هدف در ۲۲ ربیع‌الاول سال ۷۳۶ هجری شبانه وی را در همان مسجدی که سکونت داشت حلق‌آویز کردند و او در سال ۷۳۶ هـ.ق. کشته شد. پس از مرگ شیخ خلیفه مازندرانی، یارانش به ویژه یکی از شاگردانش به نام شیخ حسن جوری دست از مبارزه علیه مغولان و عُمال سرسپرده آن‌ها برنداشت. شیخ خلیفه مازندرانی در واقع رهبر روحانی و معنوی نهضت سربداران و بیانگذار جنبش آن محسوب می‌شد.

## شاگردان
- شیخ حسن جوری
- شیخ جوینی